# Pars pro toto
Pars pro toto је латински израз који у преводу значи „део за цело“ (део за целину); односи се на врсту синегдохе. Када се користи у контексту језика, значи да је нешто именовано по делу или сегменту нечега. Totum pro parte (што значи да се цело користи да опише део) има значење супротно од pars pro toto.

## У географији
Неки географски појмови се користе да означе и веће делове, одређене територије, а њихов су (по неком аспекту важнији) део. Следи неколико примера:
- Вашингтон (САД), Пекинг (Кина), Москва (Русија), Берлин (Немачка), Токио (Јапан), Париз (Француска), Лондон / Вестминстер (УК), Рим (Италија), Багдад (Ирак) итд.
- Антигва (за Антигву и Барбуду)
- Аустрија (за бивше Аустроугарско царство или територију Хабзбурга)
- Балкан (за историјски повезане делове југоисточне Европе и полуострва Балкан или државе нпр. бивше Југославије)
- Бохемија (за бивше чешке територије, данас Чешка Република)
- Босна (за Босну и Херцеговину)
- Енглеска (за Уједињено Краљевство); Велика Британија, Британија
- Косово (за Косово и Метохију)
- Холандија (за Низоземску)
- Македонија (за Северну Македонију и административни регион Македонија у Грчкој)
- Монте Карло (за Монако)
- Московија (за Русију)
- Напуљ (за за бивше Краљевство Две Сицилије)
- Њуфаундленд (за Њуфаундленд и Лабрадор)
- Патагонија (за јужни Чиле и Аргентину)
- Прусија (за бивше Немачко царство)
- Русија (за Совјетски Савез)
- Сент Винсент (за Сент Винсент и Гренадине)
- Санто Доминго (за Доминиканску Републику)
- Скандинавија (за нордијске територије)
- Србија (за СР Југославију или Србију и Црну Гору)
- Јужни пол (за Антарктик)
- Тахити (за Француску Полинезију)
- Тајван (за Пенгу, Кинмен, Мацу и острво Тајван)
- Тринидад (за Тринидад и Тобаго)
- Турска (за бивше Османско царство)

## Други примери
- мозак [неке операције] (човек, који успешно проводи план у дело)
- ко као део речи свако, нико, неко када се односи на тело односно целу особу